# فابريزيو بولي
فابريزيو بولي (بالإيطالية: Fabrizio Poli) (26 مايو 1989 في إيطاليا - ) هو لاعب كرة قدم إيطالي في مركز الدفاع. لعب مع نادي كاربي ونادي نوفارا ونادي سافونا ‏ وSSD Sanremese Calcio ‏ ونادي أريتسو.

## روابط خارجية
- فابريزيو بولي على موقع قاعدة بيانات كرة القدم.إي يو (الإنجليزية)
- فابريزيو بولي على موقع Soccerway.com (الإنجليزية)
- فابريزيو بولي على موقع عالم كرة القدم.نت (الإنجليزية)
- فابريزيو بولي على موقع AS.com (الإسبانية)